# 農民之路

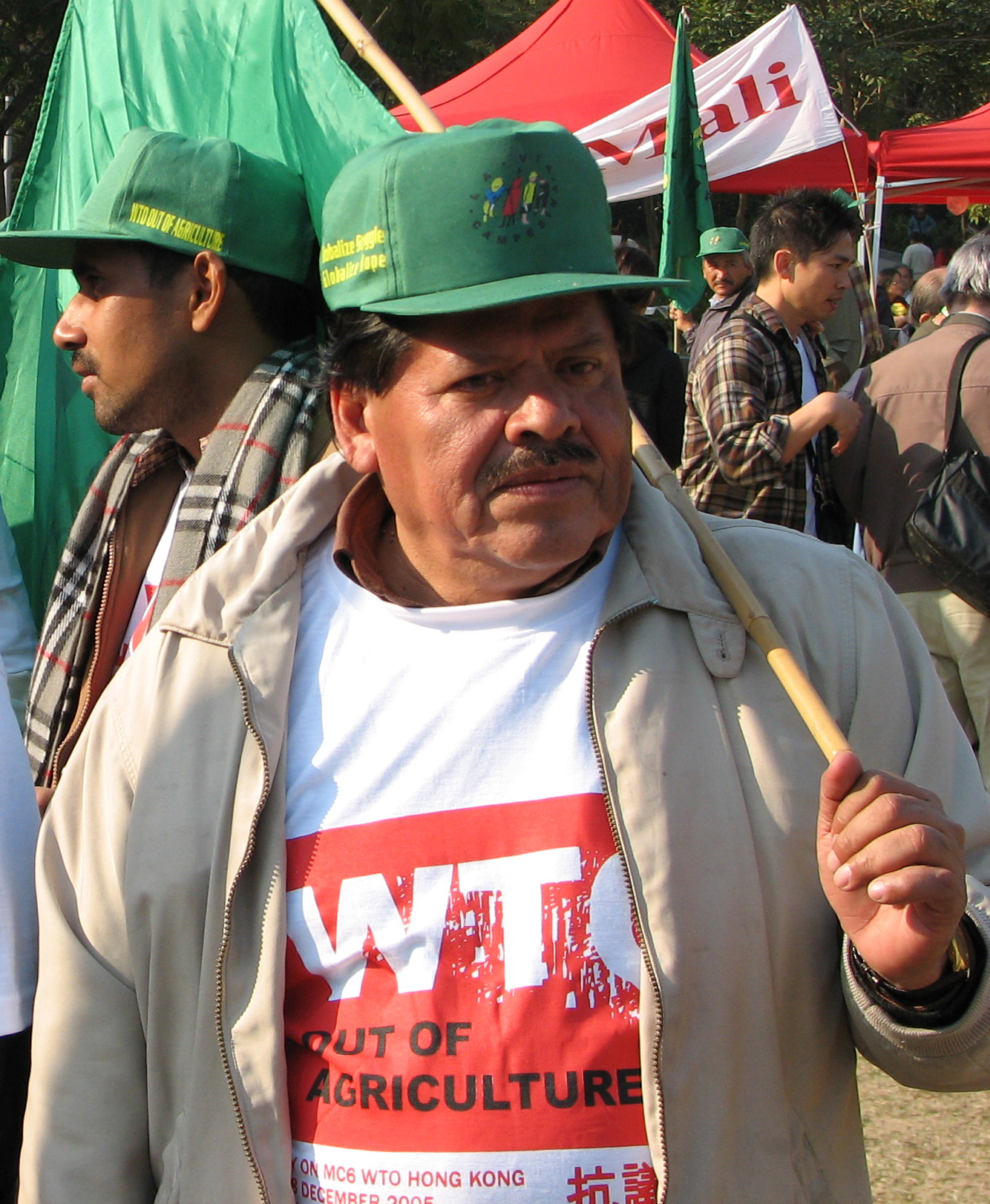
農民之路前秘書長 Rafael Alegria 參與2005年香港世貿抗爭

農民之路（西班牙語：Via Campesina）是一個國際性的農民運動網絡，成立於1993年，並獨立於一切政治、宗教或經濟組織。此網絡由各國家或地區的成員團體構成，並尊重其自主性，其下分成八個大區：歐洲、東北亞、東南亞、南亞、北美洲、加勒比海地區、中美洲、南美洲與非洲。其成員團體迄今（2007年）已遍及60個國家。
農民之路有六點主要訴求：
- 糧食主權及其推論——對抗世界貿易組織、對抗跨國食品企業。
- 生物多樣性，反對基因改造作物。
- 鄉村農業。
- 尊重農民運動人士及鄉村社團的權利。
- 保障生產資料的平等使用權，包括土地、水與種子。
- 承認女性在農業中的重要地位，並確保女性在各成員團體中的平權。

## 外部連結
- 農民之路官方網站 （页面存档备份，存于）